# Northwest Gander River
Der Northwest Gander River ist ein etwa 120 km langer Fluss auf der zur kanadischen Provinz Neufundland und Labrador gehörenden Insel Neufundland.

## Flusslauf
Der Northwest Gander River bildet den Abfluss eines 240 m hoch gelegenen kleinen namenlosen Sees im Zentrum der Insel, 7 km nördlich des Newfoundland Dog Pond. Der Northwest Gander River fließt in überwiegend nordöstlicher Richtung zum südwestlichen Seeende des Gander Lake. Größere Nebenflüsse sind Spruce Brook, Little Gull River, Miguels Brook und Great Gull River. Bei Flusskilometer 58 überquert die Route 360 (Bishop’s Falls–Harbour Breton) den Northwest Gander River.

## Hydrologie
Der Northwest Gander River entwässert ein Areal von schätzungsweise 2325 km². Der mittlere Abfluss am Pegel bei Flusskilometer 12,5 beträgt 58,5 m³/s. Die höchsten monatlichen Abflüsse treten gewöhnlich im April mit im Mittel 165 m³/s auf.

## Flussfauna
Im Fluss kommen wahrscheinlich folgende Fischarten vor: Atlantischer Lachs, Bachsaibling, Wandersaibling, Arktischer Stint und Amerikanischer Aal sowie Dreistachliger und Neunstachliger Stichling.